# Pintura corporal

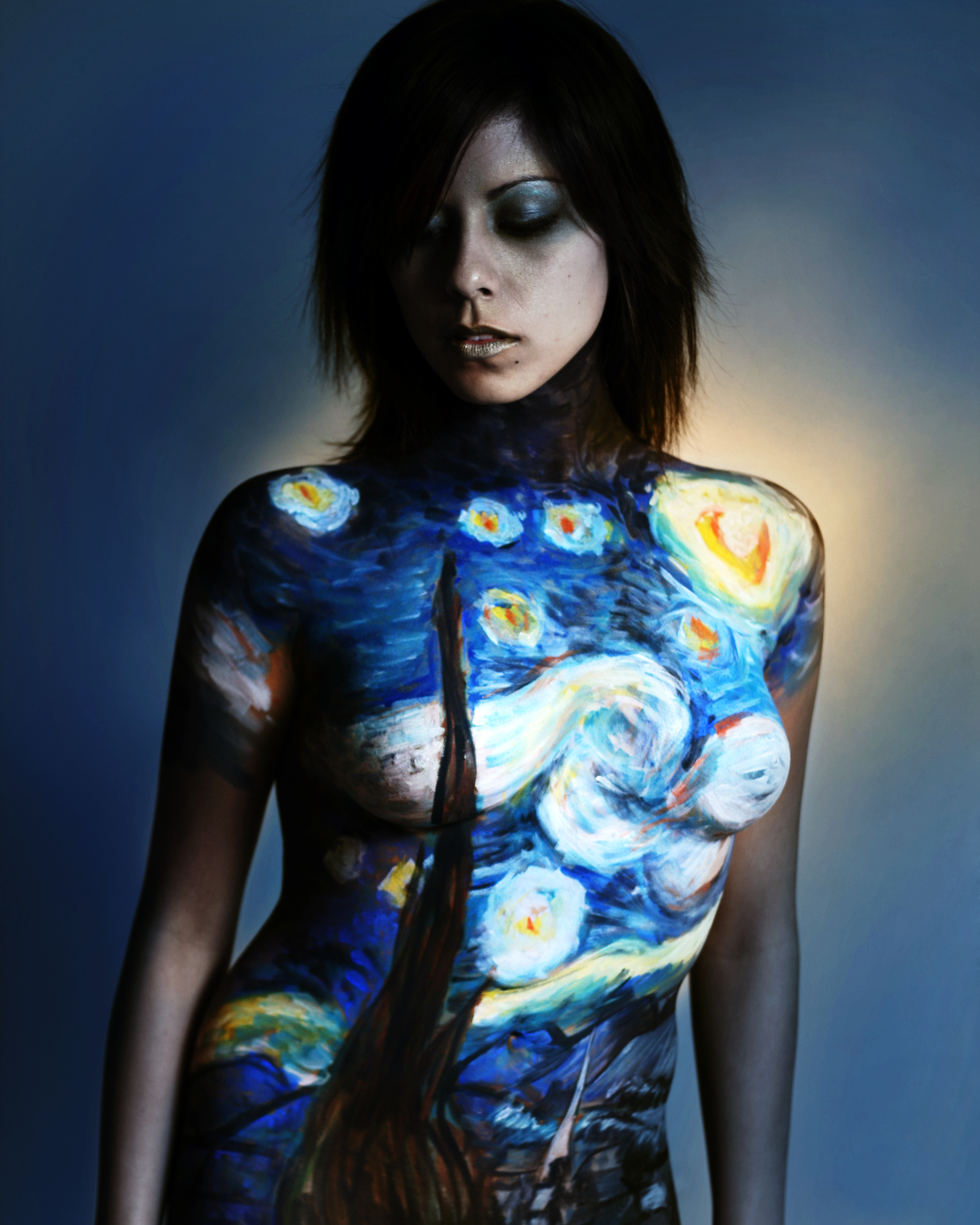
Reproducció de la nit Estrellada de Vincent Van Gogh en una pintura de cos feta per Danny Setiawan.

La pintura de cos, o (bodypainting, en anglès), és una forma d'art de cos. La pintura s'aplica directament sobre la pell i generalment dura diverses hores (no com en el cas dels tatuatges o com a màxim en el cas de mehndi o tatuatge de henna, que pot durar aproximadament dues setmanes), per això se'l considera art efímer. La pintura específica per a la cara es coneix també com a pintura facial. La pintura de cos també es refereix a una forma de tatuatge provisional.

## Materials

### Pintures naturals primigènies

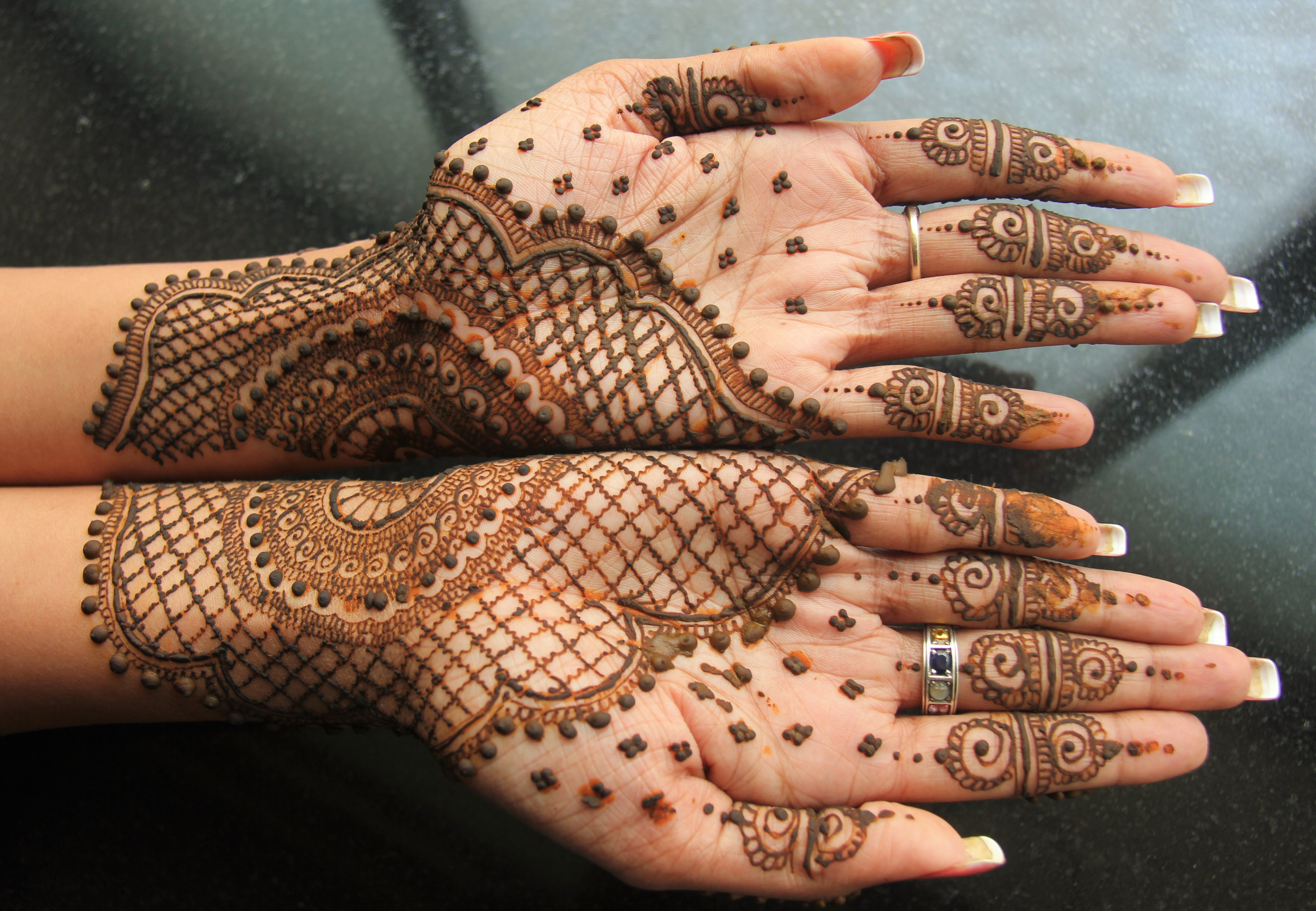
Mehndi (Henna) aplicada a les mans.

La pràctica del body-paint s'inicià en tribus prehistòriques i se la considera una de les primeres formes d'expressió emprades per l'home. El pigment es treia de materials naturals com ara el carbó, el guix, la sorra, la sang, etc —o bé de barrejes entre aquests que s'aplicaven amb els dits sobre la pell. Fou en aquests inicis quan s'originà una de les tècniques de pintura corporal més rellevants (encara en ús): el Mehndi (o henna). Aquesta s'aconsegueix a partir d'un procediment pel qual les fulles de l'Alquena són picades i triturades, obtenint així una pasta marronosa. Després d'haver estat aplicada sobre la pell s'ha de deixar reposar per tal d'aconseguir que la pell se n'impregni i quedi el dibuix. El resultat és una marca entre el taronja i el marró que va desapareixent al cap de les setmanes fins a tornar al color de la pell original —és, doncs, una mena de tatuatge temporal.

### Pintures sintètiques de l'actualitat
Al llarg dels anys s'han desenvolupat diversos tipus de pintures que asseguren una bona qualitat de pigment i que, alhora, garanteixen la no-toxicitat. Aquestes pintures solen ser aplicades mitjançant materials i tècniques diferents, com ara aerògrafs, retoladors, pinzells, esponges, o les pròpies mans. Pel que fa als materials principals, en trobem els següents:
- Maquillatge amb base d'aigua (o aquacolor): l'estil més utilitzat donada la seva versatilitat cromàtica i la seva senzilla aplicació. És la més econòmica i fàcil de trobar, tot i que és la menys estable i la seva durabilitat és limitada a poques hores.
- Maquillatge amb base d'alcohol: és molt resistent —fins i tot a l'aigua— i té una durabilitat de fins a 48h amb alguns retocs. No obstant, té un preu força elevat i no es troba fàcilment a les botigues. A més a més, la seva aplicació en zones delicades (ulls, nas...) és complexa a causa de l'alcohol i és difícil de retirar, cosa que també pot contribuir a fer que es produeixin irritacions a les zones de pell sensible.
- Làtex líquid: és un dels que ofereix més possibilitats quant a textures i intensitat, però sol ser incòmode per al model a l'hora de moure's o retirar-lo i, en alguns casos, pot provocar reaccions al·lèrgiques.[3]

## Usos culturals de la pintura corporal

### Pintura corporal en cultures indígenes a Europa, Àsia, Africa i Oceania

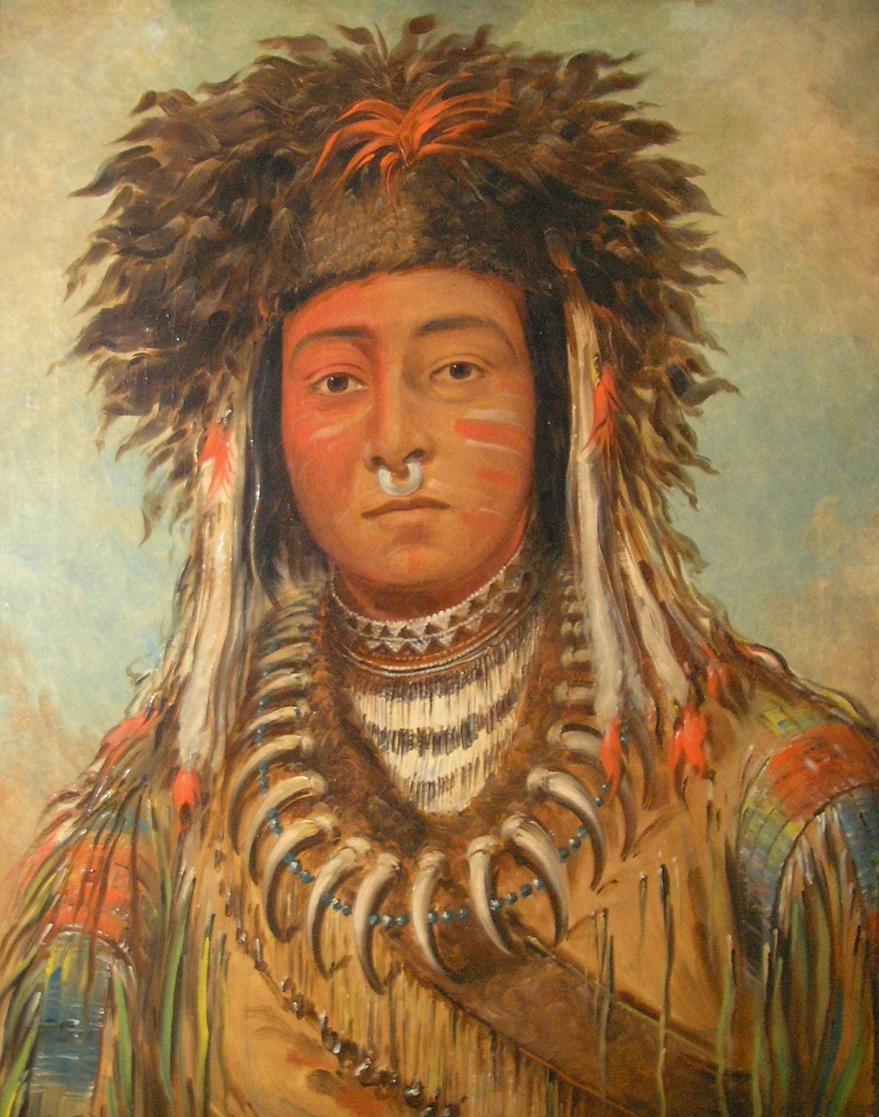
Pintura de cos indígena

Dins d'una gran diversitat de tribus prehistòriques s'utilitzava la pintura corporal com a representació dels estaments i En el cas dels homes s'emprava en rituals bèl·lics (amb l'objectiu d'atemorir als oponents), espirituals (per espantar mals esperits) i per sobre de tot, per marcar quina posició s'ocupava en la jerarquia tribal. Per exemple, la decoració facial dels xamans solia ser major que la de la resta d'homes. En el cas de les dones els objectius eren completament diferents, perquè la pintura corporal s'emprava per destacar la seva feminitat i bellesa, per atraure així a més possibles pretendents. A parts de l'Índia i de l'Orient mitjà també s'utilitza la pintura corporal (en concret la henna) per a les núvies en el seu casament. D'aquesta manera, la pintura corporal és un dels primers antecedents de qualsevol producte de cosmètica actual. En algunes cultures indígenes aquesta pràctica perdura fins a l'actualitat.
A l'Índia era i segueix sent molt popular la pintura corporal amb henna, tant a la cara com a la resta del cos, especialment a les mans i als peus. La pintura corporal també es va estendre per l'Àsia, concretament Japó, on de fet va considerar-se art.
Altres llocs on també segueix aquesta tradició de cerimònies indígenes que inclouen la pintura corporal són Nova Zelanda, Australia, les illes de l'oceà pacífic i parts d'Àfrica.

### Pintura corporal en cultures precolombines sudamericanes
Estudis de mòmies precolombines realitzats per Marvin J. Allison i d'altres investigadors en la costa peruana i el nord de Xile van trobar que almenys cinc cultures utilitzaven la pintura corporal. Aquestes cultures utilitzaven preferentment la pintura corporal amb pigments vermells, i almenys dues cultures (Ica i Chimú-Casma) empraven el tatuatge.
La pintura facial es va trobar en cultures altiplàniques i costeres, a diferència del tatuatge que predominava en zones costaneres. Benner i Bird suggereixen que el disseny i els detalls de la pintura corporal s'empraven per distingir el rang i l'associació en algunes cultures.
Els materials que empraven les diferents cultures precolombines tenien origen vegetal, mineral o animal. Sovint eren carbons, cendres i llavors de fruites, entre d'altres.

## Actualitat
A Occident comença a considerar-se art cap a finals del segle XX i actualment es practica de manera lúdica, com a font d'expressió, tot i això, perquè s'aplica sobre la pell nua no és corrent veure persones amb pintura corporal pel carrer; amb les excepcions per esdeveniments especials com Carnaval.

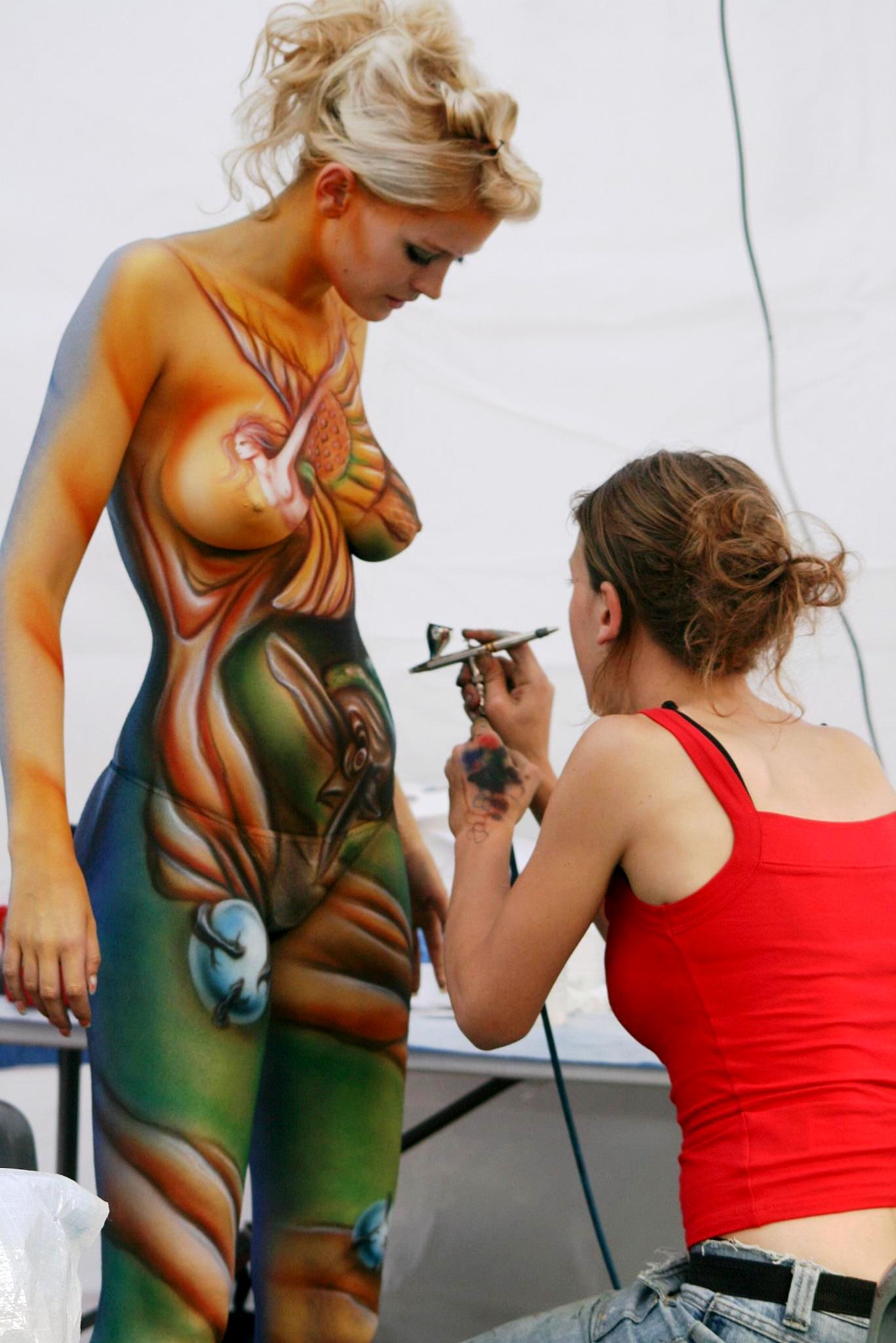
Model al World Bodypainting Festival a Asia (2008)

D'altra banda, també s'organitzen festes, convencions especialitzades en el tema i desfilades. El més important a nivell mundial, el World Body Painting Festival, se celebra anualment i dura una setmana. S'hi realitzen des de tallers fins a competicions. L'únic inconvenient és la poca durada de la pintura sobre la pell, que únicament es pot immortalitzar a través de mitjans audiovisuals com la fotografia o el vídeo.

## Pintura corporal a l'art i als mitjans
Hi ha hagut diversos artistes que han utilitzat el bodypainting com a motiu de la seva obra. En alguns casos s'utilitza de manera espontànea per part d'artistes de la performance o fotògrafs i d'altres el bodypainting constitueix el motiu principal de la seva obra. Aquest és el cas de Gesine Marwedel (1987, Alemanya), una artista que utilitza bàsicament la pintura corporal (tant la henna com la pintura sintètica) com a recurs artístic. Recorre a fotògrafs externs per tal de fer les fotografies. Tot i que en un principi pintava a l'oli, el fotògraf Thomas Van de Wall s'hi va fixar i va començar la seva carrera com a pintor de cossos.
Altres artistes s'han arribat a especialitzar en categories concretes de pintura corporal, com el que s'anomena "bodyscape" (cos-paisatge). John Poppleton fa bodyscapes orientats específicament a l'ús de la llum negra.
També existeix el Body Painting Festival a Àustria, on durant una setmana es fan activitats relacionades amb el body art.

### Videoclips
A partir dels anys 2000, i amb l'expansió de l'exploració tècnica al món del videoclip han augmentat els cantants i grups de música que utilitzen la tècnica de la pintura corporal com un recurs afegit als videoclips.
Un dels casos més emblemàtics va ser el videoclip Somebody that I used to know de Goyte on es combina l'ús de la pintura corporal de l'artista Emma Hack amb moments de stop-motion. Hack també ha participat en el videoclip de Paradise City del grup The Audreys el 2008.
Un cas bastant controvertit va ser el de Rihanna, que va utilitzar el bodypainting sobre ella mateixa per al videoclip de la cançó Where have you been i va pujar les fotografies de making of a Facebook i Twitter.
L'actriu i cantant Lali Espósito també va utilitzar el Bodypainting al seu videoclip Histeria, una cançó del seu primer disc com a solista.

### Performance

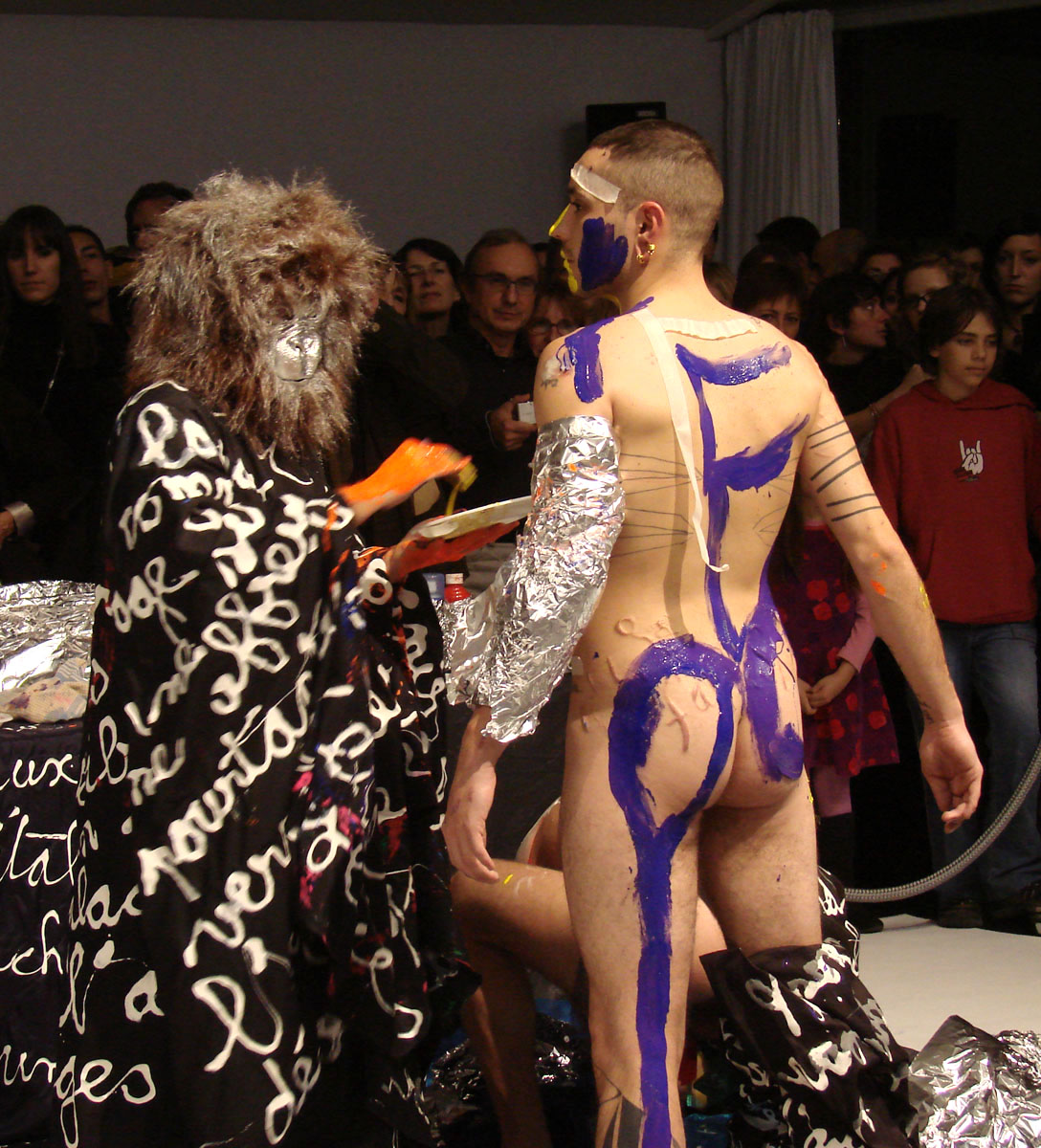
Performance de Bodypainting per a l'exposició "Couleurs sur corps"

Dins del món de les actuacions artístiques també ha estat molt popular l'ús de la pintura corporal com a forma d'expressió, de manera que la pràctica s'estén més enllà del seu àmbit estricte i apareix en teatres, al carrer, en aparicions especials...
Un cas n'és el de The memories we share (2015), actuació històrica representada en el 70è aniversari de les Nacions Unides i que tenia com a objectiu representar el paper de la institució en els diferents conflictes d'arreu del món. Els cossos dels actors estaven pintats amb diversos motius (naturals, geogràfics...) i van ser pintats per diversos artistes de diverses localitats —Johannes Stötter (Itàlia), Bella Volen (Bulgària), Mike Shane (Luxemburg), Rodolfo Campos (EUA) i Min Ah Kim (Corea del Sud).
El popular performancer Romeo Castellucci ha utilitzat també en moltes de les seves obres la pintura corporal, com per exemple a L#09 representat a Londres, on Castellucci utilitza el blanc i el negre per simbolitzar la interioritat femenina dins de la idea cultural de la divinització de la dona.
A més a més, aquest tipus de representacions i events han estat sovint organitzats per acaptar fons per a ONGs o centres de recerca, com per exemple el Sydney Body Art Ride d'Austràlia, que cada Febrer reuneix a milers de persones per a crear una cadena de bicicletes que recorri tota la costa de la ciutat de Sydney per a recaudar fons pel Càncer Infantil. La gent va pintada de diversos colors, de manera que des de l'aire es crea un patró semblant a l'arc de sant martí.

### Cinema
Una de les primeres aparicions de la pintura corporal en el cinema fou la de l'actriu Shirley Eaton a la pel·lícula Goldfinger (1964). En el paper de Jill Masterson, va aparèixer completament pintada de color daurat —aquesta s'ha convertit en una de les imatges més emblemàtiques de tots els films de James Bond, a més a més, en aquest film es desenvolupà el mite que algú pot morir per asfíxia a causa de la pintura corporal (fet que s'ha desmentit repetidament).
Al llarg del temps, aquesta pràctica va anar-se estenent a moltes pel·lícules; ja sigui per algun plantejament estètic de l'autor o per la facilitació de creació de personatges a través del maquillatge. Això es fa palpable a films com: Beetlejuice de Tim Burton (1988), The Crow de Bharat Nalluri (1994), The Pillow Book de Peter Greenaway (1996) i El cavaller fosc de Christopher Nolan (2008).

### Dansa
La dansa és, probablement, l'àmbit en què menys representació té el body painting, ja que els grans moviments i la suor dificulten la impregnació de la pintura o en tot cas el frec fa que la pintura es corri. No obstant, sí que s'han dut a terme algunes actuacions combinant la dansa amb la pintura corporal. Un bon exemple el trobem a l'actuació de la companyia de ballet Atlanta Ballet Fellowship, que l'any 2014 va dur a terme una de les actuacions més rellevants relacionades amb el món de l'art corpora: il·luminats únicament per llum fosca (llum ultraviolada), els ballarins dansaren coberts de pintura fluorescent amb dissenys creats per diversos professionals.

### Disseny i moda
Es podria veure la pintura corporal com una segona pell, o gairebé com una peça de roba. És per això que cada vegada més, dissenyadors d'arreu del món utilitzen el body painting per promocionar les seves creacions (com a recurs publicitari). La dissenyadora de sabates Minna Parikka va utilitzar la pintura corporal en una campanya d'anuncis que tenia com a objectiu donar suport a la importància dels dissenys originals —aquesta iniciativa va culminar amb un premi a millor anunci finlandès a l'autora Riina Lane i el fotògraf Jonas Lundquist. Una altra gran celebrity va fer servir aquest recurs per promocionar la seva nova col·lecció: Cristiano Ronaldo. El futbolista va utilitzar taques de pintura en el seu propi cos per tal de fer públics els colors de la col·lecció SS16.

### Interactius
Malgrat no existeixen interactivitats o activitats virtuals que utilitzin de manera directa la pintura corporal, sí que existeixen instal·lacions que segueixen la línia del body painting per tal de transmetre i expressar-se; el cos es converteix en eina per exterioritzar la profunditat humana. El projecte Body Paint és una instal·lació interactiva creada per Memo Akten en què el públic és lliure d'experimentar, tal com diu l'autor:
«com és pintar en un llenç virtual amb el seu cos, transformant la interpretació dels moviments, els gestos i la dansa en composicions en evolució. El propòsit no és crear una nova interfície per a la creació de quadres estàtics, sinó explorar una manera natural de crear, dirigir, realitzar i manipular imatges en moviment en temps real, amb el focus en l'experiència d'interacció en viu». 

### Publicitat
A més a més de ser una gran eina expressiva, la pintura corporal també ofereix moltes opcions de promoció i benefici a empreses i entitats. A més a més, també pot ser utilitzat per campanyes de consicenciació d'ONGs o associacions sense ànim de lucre, com és el cas de la campanya catalana a favor de la lluita contra el càncer de mama l'any 2007 (de l'entitat Catalunya Contra el Càncer), en què l'agència espanyola Delvico Publicitat utilitza estampat de camuflatge en el tors d'una dona per simbolitzar la lluita i la fortalesa de les víctimes.
Pel que fa als anuncis de caràcter promocional de marques i empreses privades, és freqüent l'ús del body painting en portades de revistes o en anuncis televisius, ja que segueix sent un art que crida molt l'atenció al públic. El 2008, la revista Playboy va publicar una portada amb Tiffany Fallon amb el cos pintat com la Dona Meravella, i 2009, Isabeli Fontana, model brasilera, va posar a la portada de Vogue amb pintures tribals per tot el cos —això mostra com sol ser el cos de la dona el que és representat en aquest tipus de promocions, creant un debat entorn la objectificació femenina.
Altres empreses no relacionades amb l'art han utilitzat aquesta tècnica per anunciar els seus productes, com és el cas de Vodafone que juntament amb l'agència de publicitat Rushmore van llençar una campanya publicitària associant alguns valors del bodypaint al producte anunciat.

### Alguns artistes delbody painting
- Xandra Herdieckerhoff
- Gesine Marwedel
- Veruschka Arxivat 2011-11-26 a Wayback Machine.
- John Poppleton
- Emma Hack
- Johannes Stötter
- José Luis Blasco
- SOEM Arxivat 2016-04-03 a Wayback Machine.

## Representació a Catalunya
L'art del body painting va començar a introduir-se a finals del segle xx, tant a Catalunya com a Espanya, de manera molt aïllada en ambients eivissencs de discoteques i en el món del transvestisme. En pocs anys, però, es va començar a estendre per tota la península i va esdevenir una pràctica artística estesa per diversos àmbits —va sortir de la bombolla festivalera per formar part de tota mena de projectes artístics d'expressió personal i embelliment del cos. 
A nivell estatal, podem trobar més de 200 empreses dedicades professionalment al body painting, juntament amb moltes escoles de maquillatge que ja ho inclouen en el seu pla formatiu. Actualment hi ha pocs professionals rellevants de pintura corporal a Catalunya, ja que és una activitat encara força minoritària. D'entre aquests artistes hi destaquen SOEM —pioner del body paint street art, que porta la modalitat del graffiti més enllà de les parets— i José Luis Blasco —fundador de Studio Visaje, la primera escola de maquillatge especialitzada en body painting a Barcelona.